# Aschgrauer Abendbock
|                                                             |                                                |                                                     |
| Abb. 1: Vorderansicht                                       | Abb. 2: Seitenansicht                          | Abb. 2: Seitenansicht                               |
|                                                             |                                                |                                                     |
| Abb. 3: Unterseite                                          | Abb. 4: Fühler, (Kopf rechts), 1. bis 4. Glied | Abb. 4: Fühler, (Kopf rechts), 1. bis 4. Glied      |
|                                                             |                                                |                                                     |
| Abb. 5: Kopf unten, Kiefertaster außen,- Lippentaster innen | Abb. 6: Ausschnitt Pronotum (Kopf links)       | Abb. 7: Tarsus mittleres Beinpaar von unten gesehen |

Der Aschgraue Abendbock (Trichoferus holosericeus, Syn.: Trichoferus cinereus) ist ein Käfer aus der Familie der Bockkäfer (Cerambycidae) und der Unterfamilie Cerambycinae.
Die Gattung Trichoferus ist durch 25 Arten vertreten, von denen 14 in Europa anzutreffen sind. Der Käfer ist als Schädling bekannt.

## Bemerkungen zum Namen
Als Erstbeschreibung gilt die Beschreibung durch Pietro Rossi unter dem Namen Callidium holosericeum von 1790. Allerdings wurde der Käfer bereits 1789 als Cerambyx cinereus von Charles Joseph de Villers beschrieben. Diese Beschreibung wird jedoch nicht allgemein anerkannt, da der Name Cerambyx cinereus bereits 1775 von Carl de Geer für einen anderen Käfer vergeben wurde, der heute Phytoecia cylindrica heißt. Schließlich wurde die Art ebenfalls 1790 von Guillaume-Antoine Olivier als Callidium nebulosum beschrieben. Bei der weiteren Aufspaltung der Gattungen der Bockkäfer tritt das Artepitheton von Villers noch in den Synonymen Hesperophanes cinereus Villers und Trichoferus cinereus Villers auf. Das Artepitheton von Rossi liest man mit der aktuellen Gattungseinteilung als Trichoferus holerisericeus Rossi Außerdem existiert noch die Schreibweise Hesperophanes nebulosus Latreille. Die Gattung Trichoferus wurde für eine verwandte Art aus Madeira 1854 von Wollaston aufgestellt. Sie war ursprünglich Untergattung der Gattung Hesperophanes Mulsant
Die Namen geben alle zutreffende Hinweise zu dem Käfer. Das Artepitheton cinērĕus (lat. „aschfarben“) bezieht sich auf die graue Farbe der Behaarung. Diese ist auf den Flügeldecken nicht gleichmäßig, sondern in verfließenden Flecken verteilt, was der Name nebulosus (lat. „wolkig“) ausgedrückt. Auf die samtige Struktur der Haare weist der Name holosericeus hin (von altgr. όλος „hólos“ für „ganz“ und σηρικός „sericós“ für „seiden“). Vermutlich ist der Name holosericeus jedoch eine Anspielung auf die mögliche Verwechslung mit einem anderen Käfer, denn Rossi bemerkt in Anschluss an die kurze lateinische Charakterisierung, die seine Beschreibung einleitet: „An C. Sericeum F. Mant. 152. 14 ?“ (lat. „doch nicht der Callidium sericeum von Fabricius, der in Mantissa Insectorum auf Seite 152 unter der Nr. 14 beschrieben ist?“ (heute Hesperophanes sericeus)). Auch der Gattungsname Trichoferus (von altgr. θρίξ, τριχός „Thrix, trichós“ für „Haar“ und φέρω „féro“ für „tragen“) deutet auf die Behaarung hin. Der Name Hesperophanes (von altgr. έσπερος „hésperos“ für „Abend“ und -φανής „phanés“ für „erscheinend“) weist darauf hin, dass der Käfer gegen Abend aktiv wird.

## Merkmale

### Käfer
Der langgestreckte Käfer ist annähernd zylindrisch. Er erreicht eine Körperlänge von 15 bis 23 Millimetern. Er ist am ganzen Körper rotbraun, die Farbe ist jedoch durch die intensive graue oder weißliche Behaarung weitgehend verdeckt. Diese ist anliegend, fein und dicht, allerdings auf den Flügeldecken unregelmäßig fleckig verteilt, wodurch sie eine Marmorierung erzeugt. Abstehende längere Haare fehlen.
Der kleine Kopf zeigt schräg nach vorn und ist teilweise in den Halsschild zurückgezogen. Die Augen sind stark ausgerandet, vorstehend, und grob facetiert. Die elfgliedrigen fadenförmigen Fühler sind am Innenrand der Augen eingelenkt. Sie sind kurz anliegend behaart, außerdem tragen sie an den ersten Gliedern hauptsächlich innen lange seidige Haare (Abb. 4). Diese sind jedoch nicht als Reihe von Wimpern angeordnet. Die Fühler sind bei beiden Geschlechtern deutlich kürzer als der Körper. Das Basalglied ist kräftig und zylinderförmig, das zweite Fühlerglied kurz, aber nicht ringförmig, die folgenden Glieder etwa gleich lang. Nach außen verschmälern sie sich nur wenig. Das dritte Glied ist einfach, im Unterschied zu anderen Arten der Gattung Trichoferus, bei der es innen der ganzen Länge nach flach ausgebuchtet und dort länger und halb anliegend behaart ist. Die Oberlippe (Labrum) ist breiter als lang und membranös, fast gerade abgeschnitten und in der Mitte seidig behaart. Die Mandibeln sind an der Basis breit und haben eine scharfe nach innen gekrümmte Spitze. Auf der Innenseite tragen sie vor der Mitte einen schwachen Zahn. Der viergliedrige Unterkiefertaster besitzt ein kleines Basisglied, das zweite und dritte Glied sind etwa gleich gebildet und nur wenig größer als das Basalglied. Das Endglied ist nur wenig beilförmig erweitert. Die dreigliedrigen Lippentaster ähneln in der Form des Endglieds und in der Größe erstaunlich den Kiefertastern (Abb. 5).
Der abgerundete Halsschild (Abb. 6) ist sehr gedrängt runzelig punktiert mit Ausnahme einer verkürzten, glatten Mittellinie und gewöhnlich noch einigen weiteren nur sparsam punktierten Bereichen. Er ist nicht so breit wie die Flügeldecken und bei den Männchen ist es nicht breiter als lang. Er ist anliegend grau behaart, nackte Hohlpunkte wie bei Hesperophanes sericeus fehlen.
Die Flügeldecken sind rötlich braun. Ihre Seiten verschmälern sich nach hinten nur wenig, erst am Ende sind die Flügeldecken gemeinsam verrundet. Sie sind fein punktiert, dicht an der Basis (Abb. 6 rechts) und zunehmend zerstreuter am Ende. Die fleckige Behaarung wird im hinteren Drittel spärlicher und kann stellenweise ganz fehlen, was als braune Flecken sichtbar wird.
Auf der Unterseite sind zwischen der dichten Behaarung zahlreiche kleine nackte Punkte zerstreut. Die Gelenkhöhlen der Vorderbrust sind nach hinten offen und nach den Seiten winkelig erweitert. Die Beine sind ziemlich lang. Die Schienen (Tibien) verdicken sich gegen Ende nur wenig. Die Tarsen tragen auf der Unterseite im Gegensatz zu anderen Arten der Gattung Trichoferus keine kahle Mittelfurche (Abb. 7).

### Larve
Die Mandibeln enden in einer meiselähnlichen Schneidefläche, diese Schnittflächen der beiden Oberkiefer treffen wie bei einer Beißzange aufeinander. Damit wird das Holz völlig zu feinem Mehl zernagt, die Zellwände zerstört. Dies ermöglicht einerseits einen besseren Aufschluss der Zellulose, andrerseits den Zugang zu der in den Zellen eingeschlossenen Stärke, ohne zuerst die Zellwände zersetzten zu müssen. Da nicht das gesamte zermahlene Holz den Verdauungstrakt passiert, sondern in die Fraßgänge sowohl Faeces als auch reines Holzmehl verpackt sind, wird vermutet, dass hauptsächlich die Stärke als Energiequelle benutzt wird.

## Biologie
In Spanien entwickeln sich die Larven vorwiegend in toten Ästen der Echten Feige (Ficus carica). In anderen Ländern werden jedoch zahlreiche weitere Wirtspflanzen genannt, unter denen sich Weich- und Harthölzer befinden (Akazien, Geißklee, Pappeln, Weiden und andere). Befallen werden nicht ausschließlich, aber doch bevorzugt tote Hölzer, auch zu Pfählen, Dächern oder Möbeln verarbeitetes Holz. So wurde die Art auch schon in Museumsstücken beobachtet. Versuche zeigen, dass sich die Larven sogar in Nadelhölzern entwickeln können.
Die Käfer erscheinen von Mai bis August. Das Weibchen lebt nur zwei bis drei Wochen und legt in dieser Zeit 200 bis 300 Eier ab. Die Larven schlüpfen zwei bis drei Wochen nach der Eiablage. Als günstigste Bedingungen wurden 18° Celsius bei einer Luftfeuchtigkeit von 90 – 95 % ermittelt. Das Genagsel ist staubförmig fein und verfüllt den Fraßgang.
Den Tag verbringen die Käfer gut versteckt. Sie fliegen in der Dämmerung und werden von Licht angezogen.

## Verbreitung
Der Käfer ist im gesamten Mittelmeerraum verbreitet, jedoch nur in warmen Gebieten. In Spanien deckt sich sein Verbreitungsgebiet mit dem der Echten Feige. Fundmeldungen liegen aus Portugal, Spanien, Frankreich, den Balearen, Malta, Korsika, Sardinien, Sizilien, Italien, der Schweiz, Albanien, Bosnien-Herzegowina, Kroatien, Slowenien, dem ehemaligen Jugoslawien, Mazedonien, Griechenland, der Ukraine, dem Nahen Osten und Nordafrika vor.